# Lenny Bruce
Lenny Bruce, pseudonimo di Leonard Alfred Schneider (Mineola, 13 ottobre 1925 – Los Angeles, 3 agosto 1966), è stato un comico, cabarettista e autore teatrale satirico statunitense.
Famoso per la sua comicità aperta e satirica che integrava politica, religione, sesso e volgarità, la sua condanna nel 1964 per oscenità fu seguita da una grazia postuma, la prima nella storia dello stato di New York, dall'allora governatore George Pataki nel 2003.
Noto anche per aver spianato la strada a futuri comici della controcultura e della stand-up comedy quali Bill Hicks e George Carlin, il suo processo per oscenità è considerato un punto di riferimento per la tutela della libertà di parola negli Stati Uniti.
È deceduto a soli 40 anni per overdose di morfina.

## Biografia

### Infanzia
Leonard Alfred Schneider nacque a Mineola, sull'isola di Long Island (nello stato di New York), il 13 ottobre del 1925 in una famiglia ebraica ashkenazita, figlio di Myron "Mickey" Schneider, un podologo britannico, emigrato da bambino negli Stati Uniti al seguito della famiglia, e di Sally Marr (nata Sadie Kitchenberg), una ballerina e attrice teatrale statunitense originaria del Queens (New York), la quale esercitò una ragguardevole influenza sulla sua futura carriera cabarettistica. Lenny trascorse una gioventù molto caotica, dato il brusco divorzio dei suoi genitori, avvenuto quando non aveva che cinque anni, che lo costrinse, a causa della precarietà d'entrambi i genitori, a cambiare spesso residenza, trasferendosi presso vari parenti durante tutto il decennio seguente.
Dopo aver trascorso diverso tempo a lavorare in una fattoria, si arruolò a sedici anni, nel 1942, nella Marina statunitense, con la quale combatté durante la seconda guerra mondiale, a bordo dell'incrociatore USS Brooklyn , in Nordafrica e in Sicilia, a Palermo, nel 1943 e ad Anzio, in provincia di Roma, nel 1944. Nel maggio del 1945, a causa di un'esibizione comica en travesti messa in scena per i commilitoni, Bruce si attirò le ire di un ufficiale di comando. Approfittando di ciò, riuscì a convincere l'ufficiale medico di provare pulsioni omosessuali, in modo da essere  radiato dal servizio, il che avvenne nel luglio dello stesso anno,  con la menzione  "con disonore". Bruce riuscì poi a far modificare la dicitura in "a condizioni onorevoli ... per ragioni d'inadeguatezza al servizio navale".
Ritornato negli Stati Uniti, si stabilì per un breve periodo ad Arcadia, in California, presso il padre, prima di trasferirsi a New York con l'obiettivo di diventare comico. Cominciò ben presto a esibirsi, inizialmente con lo pseudonimo di Lenny Marsalle, presso alcuni locali notturni della città, intrattenendo il pubblico negli intervalli dei numeri delle ballerine. Nel 1947 modificò il proprio pseudonimo in Lenny Bruce e ottenne, su raccomandazione della madre, di esibirsi al Victory Club di Brooklyn a dodici dollari l'ora. In seguito riuscì, sempre grazie alla madre (che in quell'occasione si presentò con il nome di Sally Bruce), a prendere parte ad un episodio del programma radiofonico Arthur Godfrey's Talent Scouts, dove propose imitazioni di stelle del cinema americano dell'epoca, quali Humphrey Bogart, James Cagney ed Edward G. Robinson.
Nel 1951 conobbe e sposò Honey Harlow, una spogliarellista originaria di Baltimora (nel Maryland). La sua ferrea decisione di porre fine alla carriera della moglie, lo portò a dover elaborare un piano che gli consentisse di rimediare il maggior quantitativo di denaro nel minor tempo possibile. Si spacciò dunque per un prete, rappresentante della Brother Mathias Foundation, un'organizzazione caritatevole (legalmente istituita dallo stesso Bruce a New York) impegnata nel raccogliere fondi per una colonia di lebbrosi nell'allora Guinea inglese. Venne, alla fine, tratto in arresto dalla polizia di Miami, dove si trovava al momento della sua "opera caritatevole", con l'accusa di essersi finto un prelato. Siccome l'organizzazione a cui faceva capo era esistente (così come lo era la colonia a cui i soldi raccolti erano, almeno in teoria, destinati) e il clero locale non si dimostrò in grado di identificarlo quale impostore, il suo operato fu considerato legale e, pertanto, le accuse a suo carico decaddero. Come riportò in seguito nel suo libro, Come parlare sporco e influenzare la gente, disse di essere riuscito ad accumulare ben 8.000 dollari in sole tre settimane, spedendone 2.500 alla colonia di lebbrosi e tenendosi tutto il resto per sé.

### Carriera
All'inizio della sua carriera, Lenny Bruce fu coinvolto anche nella scrittura di alcune sceneggiature come, per esempio Dance Hall Racket del 1953 dove i ruoli principali erano interpretati da lui stesso, sua madre, Sally Marr, e sua moglie, Honey Harlow; Dream Follies del 1954, un burlesque a basso costo; un film per bambini, The Rocket Man, del 1954.
Incise quattro album dove, attraverso interviste satiriche e pezzi comici, trattava i temi che poi lo hanno reso famoso: jazz, filosofia della morale, politica, patriottismo, religione, razze, aborto, sistema sanitario, malattie, droghe, Ku Klux Klan, ebraismo, cattolicesimo.
Questi album furono successivamente ricompilati e messi in vendita come The Lenny Bruce Originals. Altri due dischi furono prodotti da Bruce stesso (con incluse le performance che diedero inizio ai suoi problemi con la legge nel 1961 a San Francisco) mentre altro materiale fu pubblicato postumo alla fine degli anni sessanta da Alan Douglas, Frank Zappa e Phil Spector. Lenny lavorò nel nightclub "Hungry I" di Enrico Banducci a North Beach.
La sua crescente fama lo condusse a grandi apparizioni di livello nazionale, come per esempio allo Steve Allen Show dove esordì parlando del matrimonio tra Elizabeth Taylor ed Eddie Fisher e dove disse la prima battuta fuori copione: «Will Elizabeth Taylor become bar mitzvahed?». Lenny incominciò anche a essere recensito dalla stampa, sia positivamente sia negativamente.
Il 3 febbraio 1961 Lenny fece una famosa performance alla Carnegie Hall di New York. Lo spettacolo fu inciso e successivamente pubblicato in un box di tre dischi. Questa è considerata la sua miglior performance.

### Controversie
Il 4 ottobre 1961 Lenny fu arrestato per oscenità al Jazz Workshop a San Francisco; aveva usato la parola cocksucker ("pompinaro") e affermato che venire è un verbo e che il suo uso in termine sessuale non ha alcun peso; se qualcuno si offende a sentirlo, egli probabilmente non può venire. A ogni modo la giuria non lo condannò, anche se comunque ebbe inizio un monitoraggio legale molto forte nei suoi confronti che lo condusse a diversi arresti con accusa di oscenità. Questo monitoraggio comportò anche due arresti per possesso di droghe, a Filadelfia lo stesso anno e a Los Angeles due anni più tardi.
Alla fine del 1963, Lenny era diventato un bersaglio del procuratore distrettuale di Manhattan, Frank Hogan, che era strettamente legato al cardinale Spellman, l'arcivescovo di New York. Nell'aprile 1964 egli fece due apparizioni al "Cafe Au Go Go" nel Greenwich Village, con poliziotti in borghese tra il pubblico. In entrambe queste occasioni, fu arrestato non appena lasciato il palco, sempre con accusa di oscenità.
Il 4 novembre 1964, Bruce e il proprietario di un club nel quale c'era stato un suo spettacolo, furono portati in tribunale. Una petizione a suo favore fu firmata da molte personalità intellettuali importanti come Woody Allen, Elizabeth Taylor, Bob Dylan, Allen Ginsberg, Jules Feiffer, Norman Mailer e molti altri artisti. Lenny comunque fu condannato a quattro mesi di workhouse.

### Ultimi anni
Nonostante la sua grande potenzialità come comico, Lenny Bruce è apparso solo sei volte in televisione. Nei suoi ultimi spettacoli nei club, Lenny descriveva in dettaglio i suoi incontri con la polizia e i processi in tribunale, e ciò incoraggiò la polizia a controllarlo sempre di più. Questi spettacoli erano soprattutto diretti alla sua protesta per avere libertà di parola, proclamata dal 1° e dal 14° emendamento della costituzione americana e secondo lui non rispettata.
Egli fu bandito da molte città americane e, nel 1962, anche da una performance mentre era a Sydney in Australia. Al suo primo show in questa città, salì sul palco e disse: «What a fucking wonderful audience» (letteralmente "Che cazzo di bel pubblico!"), e fu subito arrestato. Il 22 novembre 1963, il giorno dell'assassinio di John Fitzgerald Kennedy a Dallas, nonostante molti comici avessero cancellato il loro show, Lenny andò comunque sul palco e aprì, entrando lentamente, scuotendo la testa e dicendo: «Povero Vaughn Meader!»
Nel 1966 era sulla lista nera della maggior parte dei nightclub degli Stati Uniti perché i loro proprietari erano stati denunciati con accuse di oscenità. Lenny fece una performance trionfale nel dicembre del 1965 al Berkeley Community Theatre, l'ultima performance dove dalle registrazioni lo ritroviamo al suo massimo. La sua ultima esibizione è stata il 26 giugno 1966, al Fillmore di San Francisco, assieme a Frank Zappa e The Mothers of Invention.
Su richiesta di Hugh Hefner, Lenny scrisse la sua autobiografia, inizialmente pubblicata a puntate sul settimanale Playboy e successivamente raccolta in un libro intitolato Come parlare sporco e influenzare la gente.

### Morte
Il 3 agosto del 1966 Lenny fu trovato morto per overdose all'età di quarant'anni nel bagno della sua casa di Hollywood all'8825 di Hollywood Boulevard. La foto "ufficiale" della scena mostra un Lenny Bruce nudo, disteso sul pavimento con accanto una siringa e alcuni farmaci. La causa ufficiale della sua morte era "acuto avvelenamento da morfina causato da un'overdose accidentale".
Appena il suo corpo fu trovato, la polizia lasciò entrare liberamente i giornalisti a fotografare la scena per almeno mezz'ora, senza mostrare alcun rispetto per il comico. Questa situazione venne descritta nel documentario Swear to tell the truth del 1998.
Fu sepolto nell'Eden Memorial Park Cemetery a Mission Hills in California; una manifestazione in sua memoria fatta il 21 agosto 1966 fu abbastanza controversa da mantenere il nome di Lenny sotto i riflettori. Infatti più di 500 persone vennero per mostrare il loro rispetto ed erano capitanati dal produttore Phil Spector. Le guardie del cimitero provarono comunque a fermare la cerimonia.
Dick Schaap scrisse su Playboy un elogio a Bruce che si concludeva con la frase: 
(Dick Schaap)
Il 3 dicembre 2003, 37 anni dopo la sua morte, l'accusa di oscenità cadde per merito del governatore di New York George Pataki, a seguito di una petizione promossa dai legali Ronald Collins, Robert Corn-Revere e Davod Skover, sottoscritta anche da celebrità come Robin Williams.

## Opere letterarie
- Stamp Help Out! (1961 e/o 1965, auto-pubblicato)
- Come parlare sporco e influenzare la gente, (prefazione di Daniele Luttazzi), Bompiani, 2001 ISBN 88-452-4982-4

## Citazioni e omaggi

### Opere legate a Bruce
- Nel 1971 una delle routine comiche di Lenny è stata trasformata in un cortometraggio animato da un regista di San Francisco, John Magnuson. Il cortometraggio si chiamava Thank You, Mask Man, una parodia di The Lone Ranger. Lenny ha partecipato con la co-scrittura e co-regia di questo cartone animato di sette minuti nel quale faceva anche la Narrazione, che include anche il doppiaggio dei vari personaggi.
- Nel 1971, Julian Barry scrisse Lenny, una commedia basata sulla storia di Lenny Bruce che aprì a Broadway con Cliff Gordon come interprete principale. Nel 1974 questa venne trasformata in un film - Lenny - da Bob Fosse e con Dustin Hoffman nella parte di Lenny.
- Larry Gelbart ha detto che l'intento che Lenny ebbe di essere congedato dal servizio militare durante la seconda guerra mondiale indossando un'uniforme a "onde" è stata l'ispirazione principale per il personaggio Maxwell Q. Klinger della sitcom M*A*S*H.
- Il documentario del 1998 Lenny Bruce: Swear to tell the truth scritto e diretto da Robert B. Weide ha preso una nomination all'Oscar. Il documentario era narrato da Robert De Niro
- Nel 2004, Bruce è stato votato terzo tra i 100 migliori comici di cabaret di tutti i tempi da Comedy Central. Coloro ai quali si deve ciò sono Richard Pryor e George Carlin, personaggi profondamente influenzati dalla comicità di Lenny (George Carlin fu arrestato durante uno spettacolo di Lenny nel 1964 a Chicago per non voler mostrare i documenti alla polizia dopo che anche Lenny era stato arrestato per oscenità. Per questo fu messo nella stessa cella di Lenny quella sera[8]). Un simile sondaggio è stato fatto nel 2007 in Inghilterra e dai risultati Lenny risulta il 30° miglior comico di sempre su 100 candidati.
- Nel 2004 è uscita una retrospettiva dei lavori di Lenny in una compilation di sei cd a cura del produttore Hel Willner.
- Lenny Bruce appare come personaggio di finzione nel romanzo di Don DeLillo Underworld, uscito nel 1997
- Nel 2004 è stato fatto da Rich Vos un ritratto di Lenny nel programma della NBC American Dreams.
- Nel 2006 è incominciata la produzione di Looking for Lenny, un documentario su di lui. Inizialmente previsto per il 2008 esce nel 2011. Vede l'apparizione di numerosi artisti che ebbero rapporti di vario genere con Bruce
- Nel 2007 la Shmaltz Brewing Company di New York, come primo tributo alle celebrità di origine ebraica ha dedicato a Lenny una birra, chiamata "Bittersweet Lenny's R.I.P.A.".

### Citazioni

#### Letteratura
Lenny Bruce viene citato nell'apertura del racconto Grida quando bruci di Charles Bukowski, contenuto nella raccolta Musica per organi caldi. È anche presente nel romanzo Underworld di Don Delillo.
Nel 1974 Albert Goldman pubblicò il libro Ladies and Gentlemen – Lenny Bruce!!, elogiato da Norman Mailer e Pauline Kael, che lo definirono "brillante." Il libro è in gran parte positivo nella sua valutazione del talento del comico, anche se venne criticato da molti amici di Bruce per aver presumibilmente distorto il suo personaggio e per le affermazioni circa le sue presunte esperienze omosessuali.

#### Musica
Anche grazie al fatto che Lenny Bruce aveva uno stile comico simile a un'improvvisazione jazz, egli ha sempre avuto molti fan nell'industria della musica.
- John Mayall lo cita nella sua The Laws Must Change del 1966 con il passaggio che recita: «Lenny Bruce was trying to tell you many things before he died» proprio a proposito della libertà di parola e di manifestare;
- La versione di Silent Night di Simon & Garfunkel che chiude l'album Parsley, Sage, Rosemary and Thyme del 1966 ha per sottofondo il notiziario della morte di Bruce e l'aggravarsi della guerra in Vietnam; sul medesimo album, il duo lo nomina anche in un verso della canzone A Simple Desultory Philippic (Or How I Was Robert McNamara'd Into Submission): «And I learned the truth from Lenny Bruce»;
- Tim Hardin ha scritto una canzone dedicata a Lenny Bruce, Lenny's Tune interpretata anche da Nico nel suo primo album Chelsea Girl del 1967 (con il titolo Eulogy to Lenny Bruce);
- Bruce è fra i personaggi ilustri i cui volti popolano la celebre copertina dell'album Sgt. Pepper's Lonely Hearts Club Band dei Beatles (1967): è il quarto da sinistra dell'ultima fila;
- Bruce è nominato da Peter Gabriel nel testo del brano Broadway Melody of 1974 dall'album dei Genesis The Lamb Lies Down on Broadway, del 1974: «Lenny Bruce declares a truce and plays his other hand.»
- Bob Dylan gli ha dedicato nel 1981 una canzone, intitolata appunto Lenny Bruce, nella quale si narra di una corsa in taxi che l'autore condivise con lui.

(Bob Dylan, Lenny Bruce, Shot of Love, 1981)
- Il suo nome compare due volte nella canzone dei R.E.M. It's the End of the World as We Know It (And I Feel Fine) nella prima parte dove dice: «Lenny Bruce is not afraid» e nell'ultima parte in cui viene citato insieme a Lester Bangs.
- Il nome di Lenny viene fatto nella canzone del musical Rent intitolata La vie bohème.

#### Televisione
- È citato in un dialogo del telefilm statunitense Dr. House - Medical Division (Terza serie, puntata Aspettando Giuda).
- È citato in un dialogo del telefilm statunitense  Una mamma per amica  (seconda stagione, puntata L’asta dei cestini).
- È citato in un dialogo del telefilm statunitense  Una mamma per amica (settima stagione, puntata La posta in gioco).
- È citato in un dialogo nel film Il Professore Matto con Eddie Murphy, nella scena con scambio di battute tra l'alter ego del professore, Buddy Love, e il comico del night-club Reggie. Buddy dice, tra una provocazione e l'altra, a Reggie: "Sei il prossimo Lenny Bruce, amico! Sei troppo, troppo forte!".
- Appare nella serie televisiva La fantastica signora Maisel, interpretato da Luke Kirby.